# Stenogynaia tenuicornis
Stenogynaia tenuicornis là một loài tò vò trong họ Ichneumonidae.